# Vohipeno (stad)
Vohipeno is een stad in Madagaskar, gelegen in de regio Vatovavy-Fitovinany. 

## Geschiedenis
Tot 1 oktober 2009 lag Vohipeno in de provincie Fianarantsoa. Deze werd echter opgeheven en vervangen door de regio Vatovavy-Fitovinany. Tijdens deze wijziging werden alle autonome provincies opgeheven en vervangen door de in totaal 22 regio's van Madagaskar.

## Infrastructuur
Naast het basisonderwijs biedt de stad zowel middelbaar als hoger onderwijs aan. Tevens beschikt de stad over haar eigen ziekenhuis.

## Economie
Landbouw biedt werkgelegenheid aan 98% van de beroepsbevolking. De belangrijkste gewassen in Vohipeno zijn rijst en koffie, terwijl andere belangrijke producten lychee en cassave betreffen. In dienstensector werkt 1,5% van de bevolking. Daarnaast werkt 0,5% van de bevolking in de visserij.

## Geboren
- Francisque Ravony, Malagassisch rechter en politicus